# Осек (гміна Короново)
Осек (пол. Osiek, нім. Markwall) — село в Польщі, у гміні Короново Бидґозького повіту Куявсько-Поморського воєводства.
Населення — 86 осіб (2011).
У 1975-1998 роках село належало до Бидгощського воєводства.

## Демографія
Демографічна структура станом на 31 березня 2011 року:
|          | Загалом | Допрацездатний вік | Працездатний вік | Постпрацездатний вік |
| -------- | ------- | ------------------ | ---------------- | -------------------- |
| Чоловіки | 47      | 8                  | 33               | 6                    |
| Жінки    | 39      | 12                 | 16               | 11                   |
| Разом    | 86      | 20                 | 49               | 17                   |